# Динь (сооружение)
Динь (вьет. Đình) — общинный дом, культовая постройка, представляющая собой типичную архитектуру в сельской местности во Вьетнаме. Посвящён основателю деревни и играет роль в качестве места сбора людей в местной общине.

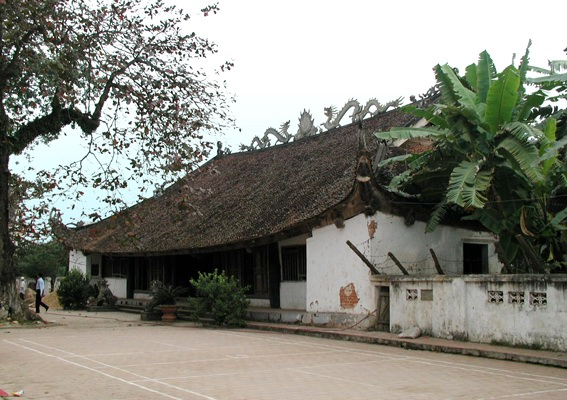
Динь Тхотанг

## История
Ранее динь являлся павильоном для отдыха. В 1231 году король Чан Нян Тонг издал указ об определении динь как места для поклонения Будде.
Общинный дом существовал как место поклонения божеству и место встречи людей для поклонения. Начиная с конца 15 века с развитием конфуцианства постройка стала служить для главы или основателя деревни, это пошло с 1489 года с династии Ван Куанг. Но более ранние следы использования динь для проживания основателей деревни встречаются с 16 века. Прежде семьи насчитывали по 2-3 поколения, живших в одном доме.